# قائمة الدول المعادية (روسيا)

Россия
Недружественные страны

تتضمن قائمة الدول و الأقاليم المعادية كلا من الدول و الأقاليم (الدول) التى وفقا للسلطات الروسية تقوم بأعمال غير ودية ضد روسيا الأتحادية _ روسيا ، و الكيانات و الأفراد القانونية الروسية.
و قد تم الموافقة على تلك القائمة بأمر من حكومة روسيا الاتحادية. فمنذ 29 اكتوبر عام 2022 و هى تضم 49 دولة.
| - أستراليا - ألبانيا - أندورا - جزر البهاما - أقاليم ما وراء البحار البريطانية - المملكة المتحدة - الاتحاد الأوروبي 9 - أيسلندا - كندا - ليختنشتاين - ميكرونيزيا - موناكو - نيوزيلندا | - النرويج - جمهورية كوريا - سان مارينو - مقدونيا الشمالية - سنغافورة - الولايات المتحدة الأمريكية - جمهورية الصين - أوكرانيا - الجبل الأسود - سويسرا - اليابان |

## التأريخ
القانون الاتحادي رقم 127
فرضت وزارة الخزانة للولايات المتحدة الأمريكية في 6 أبريل عام 2018 عقوبات ضد رجال الأعمال الروس و الأعضاء ذات المقام الرفيع، بالأضافة الى 15 شركة ذات صلة. و قد فُرضت العقوبات إثر الأوضاع في أوكرانيا، و سوريا ، و كذلك جراء الهجمات الإلكترونية، ولكن "فى المقام الأول محاولات روسيا لتقويض الديمقراطية الغربية". و بعد ذلك، في 9 أبريل، أصدر السيد دميتري مدفيديف رئيس وزراء روسيا الأتحادية تعليمات للحكومة الروسية لتقديم الدعم للشركات الروسية الخاضعة للعقوبات ، فضلا عن بحث إمكانية اتخاذ إجراءات انتقامية ضد الولايات المتحدة الأمريكية. و في 11 أبريل، اقترح رئيس مجلس الدوما ف . فولودين على السيد دميتري مدفيديف رئيس وزراء روسيا قالا: "علينا اتخاذ إجراءات صارمة تجاه المنتجات الأمريكية". مضيفا "لقد حان الوقت للرد على هذا السلوك المشين من جانب الوليات المتحدة ، و الضغط العلنى على مصالحها ، و ذلك لخلقها عقبات أمام عمل الشركات الروسية".
في 13 أبريل 2018 ، في مجلس الدوما في الدعوة السابعة ، ساهمت مجموعة من ستة نواب لبحث مشروع قانون بشأن العقوبات المضادة للولايات المتحدة وولايات أخرى - "حول إجراءات تأثير (مقاومة) الأعمال الغير ودية للولايات المتحدة ودول أجنبية أخرى " . و كان صاحب الدعوة هو رئيس مجلس الدوما ف . فولودين وزعماء الفصائل الأربعة ج . نائب رئيس مجلس الدوما أ. زيوغانوف (الحزب الشيوعى الروسى)، ف. ف. جيرينوفسكي (الحزب الديمقراطى الليبرالى)، س. أ. نيفيروف («روسيا الموحدة»)، س. م. ميرونوف («روسيا العادلة») والنائب الأول لرئيس مجلس الدوما أ. ميلنيكوف (الحزب الشيوعى الروسى). و في وقت لاحق ، قد انضم إليهم أكثر من 120 نائبًا. و يذكر أن مشروع القانون لم يكن يتضمن تكاليف مالية ، لذلك لم يكن رد الحكومة الروسية مطلوبًا.
هذا و في 15 مايو 2018 ، تم اعتماد مشروع القانون بواسطة مجلس الدوما و ذلك في القراءة الأولى ، و في 17 مايو - في القراءة الثانية ، أما في 22 مايو - كان في القراءة الثالثة والأخيرة. حيث صوت 416 نائبًا (92٪) لصالح: 323 من روسيا الموحدة ، و 36 من الحزب الليبرالي الديمقراطي ، و 35 من الحزب الشيوعي الروسى ، و 20 من الجمهورية السلوفاكية ، ونائبان خارج الفصائل أ. Zhuravlev و R.G. شيخوتدينوف ؛ ضد - 0 ؛كما امتنع عن التصويت 1 R. أ. اسيموف .
و في 30 مايو ، وافق مجلس الاتحاد بالإجماع على مشروع القانون. حيث قدم أندريه كليموف في الأجتماع الأول بصفته رئيس اللجنة المؤقتة لمجلس الاتحاد تقريرًا خاصًا إلى أعضاء مجلس الشيوخ حول نتائج الانتخابات الرئاسية. في مارس 2018 فيما يتعلق بالهجمات على السيادة الانتخابية الروسية، والاتهامات ضد الولايات المتحدة. و ذلك لحماية سيادة الدولة ومنع التدخل في الشؤون الداخلية لروسية الأتحادية . كما ربط عضو المجلس الياس اوماخانوف المعلومات الواردة في التقرير بمشروع قانون العقوبات المضادة المطروح للتصويت. و أدلى كل من أليكسي كوندراتييف وكونستانتين كوساتشيف بتصريحات معادية لأمريكا. ثم قدم ديمتري ميزينتسيف ، رئيس لجنة المجلس الاتحادي للسياسة الاقتصادية، مشروع قانون العقوبات المضادة إلى أعضاء مجلس الشيوخ. من بين 170 عضوًا في مجلس الشيوخ، صوت 152 (89.4٪) لصالحه و 0 ضده.
وجدير بالذكر أنه في 4 يونيو 2018 ، وقع الرئيس الروسي فلاديمير بوتين على قانون "بشأن إجراءات تأثير (مقاومة) الأعمال غير ودية للولايات المتحدة الأمريكية ودول أجنبية أخرى". حيث تم إدخال مفهوم "الدول الأجنبية المعادية" في هذا القانون. و وفقا للقانون، يمكن للحكومة الروسية، بقرار من رئيس الدولة، وكذلك الرئيس نفسه، على أساس مقترحات من مجلس الأمن الروسي ، أن تفرض إجراءات التأثير (المقاومة) على البلدان التي شاركت في أعمال غير ودية تجاه روسيا. حيث تم تسمية الولايات المتحدة على وجه التحديد بأنها الدولة التي تقوم بأعمال غير ودية ضد روسيا.
مرسوم رئيس روسيا الأتحادية 2021
في 18 أبريل 2021 ، اندلعت مشادة دبلوماسية بين جمهورية التشيك وروسيا. حيث اتهمت السلطات التشيكية المخابرات الروسية بالتورط في تفجير مستودعات ذخيرة في فربيتيكا عام 2014 وطردت 18 دبلوماسيا روسيا. وتلى جمهورية التشيك كلا من سلوفاكيا ولاتفيا وليتوانيا وإستونيا باللجوء لنفس الإجراءات . هذا و وصفت وزارة الخارجية الروسية تلك الاتهامات التشيكية بأنها "لا أساس لها" و "بلا معنى" ، وردا على ذلك ، أعلنت طرد 20 موظفا في السفارة التشيكية. و في 23 أبريل 2021 ، وقع الرئيس الروسي فلاديمير بوتين مرسوماً "بشأن اتخاذ إجراءات التأثير (المقاومة) للأعمال غير الودية للدول الأجنبية ". استند المرسوم إلى القانون الفيدرالي رقم 127 الصادر في يونيو 2018 واستخدم أيضًا مفهوم "الدول الأجنبية المعادية". علاوة على ذلك ، تمت الإشارة في البند 5 النقطة أ) إلى أن الحكومة الروسية يجب أن تحدد قائمة الدول الأجنبية المعادية التي ستُطبق ضدها إجراءات التأثير (المقاومة) و التي حددها هذا المرسوم. و جدير بالذكر أن المتحدث الرئاسي دميتري بيسكوف قد أوضح أن الإجراء التقييدي ينطبق فقط على البعثات الدبلوماسية (المفوضية)، ولا ينطبق على هياكل الأعمال التجارية.
و بعد أيام قليلة ، صرحت ماريا زاخاروفا المتحدثة الرسمية بأسم وزارة الخارجية الروسية على الهواء في قناة روسيا -1 التلفزيونية ، أن العمل قد بدأ في إنشاء قائمة الدول المعادية. و في الوقت الراهن ، تظهر الولايات المتحدة في تلك القائمة بالفعل. وشددت زاخاروفا على أن المرسوم الرئاسي المذكور أعلاه هو رد على الأعمال الغير ودية للدول الأخرى.

ويذكر أنه في 14 مايو 2021 ، قد نُشر أمر الحكومة الروسية برئاسة ميخائيل ميشوستين بتاريخ 13 مايو 2021 برقم 1230-ص. و وفقًا لمحتوى تلك الوثيقة تم الموافقة على قائمة بالدول الأجنبية التي ترتكب أعمالًا معادية لروسيا . و فيما يلى يأتى الترتيب على هذا النحو:
"قائمة الدول الأجنبية التي ترتكب إجراءات غير ودية ضد روسيا الأتحادية و مواطنيها أو الكيانات القانونية الروسية ، والتي تُتخذ ضدها إجراءات التأثير (التصدى) ، التي تم تحديدها بموجب مرسوم صادر عن رئيس روسيا في 23 أبريل ، 2021 برقم 243 "بشأن اتخاذ إجراءات التأثير (مقاومة) الأعمال غير الودية للدول الأجنبية" ، مع الإشارة إلى عدد الأفراد الموجودين على أراضي روسيا الأتحادية والذين يجوز للبعثات الدبلوماسية والمكاتب القنصلية وممثلي الهيئات الحكومية والوكالات الحكومية في الدول المذكورة أعلاه إبرام عقود عمل وعقود لتوفير العمال (الموظفين) وغير ذلك من اتفاقات القانون المدني ؛ التي تنشأ على أساسها علاقات عمل مع أشخاص طبيعيين موجودين في إقليم روسيا الأتحادية "
و في ذلك الوقت، أضيفت الولايات المتحدة وجمهورية التشيك إلى تلك القائمة. كما تم إضافة اليونان والدنمارك وسلوفينيا وكرواتيا وسلوفاكيا إليها في 20 يوليو 2022.
مرسوم رئيس روسيا الأتحادية 2022
فى 5 مارس 2022، عقب بداية الغزو الروسي على أوكرانيا وفيما يتعلق بفرض العديد من العقوبات الدولية ضد روسيا ، وقع السيد فلاديمير بوتين رئيس روسيا مرسوماً " بشأن الإجراء المؤقت الخاص بالوفاء بالالتزامات تجاه بعض الدائنين الأجانب ".و وفقًا لهذا المرسوم، فيتعين على حكومة روسيا في غضون يومين تحديد قائمة الدول التي ترتكب «أعمال غير ودية» ضد روسيا والكيانات والأفراد القانونية الروسية . هذا و في ذات اليوم ، اعتمدت الحكومة الروسية ، في بندها رقم 430 ، قائمة الدول والأقاليم الأجنبية التي ترتكب أعمالا غير ودية ضد روسيا وشركاتها ومواطنيها. و التى تشمل كلا من أستراليا ، ألبانيا ، أندورا ، المملكة المتحدة ، جيرسي ، أنغيلا ، جزر فيرجن البريطانية ، جبل طارق ، بالإضافة الى الدول الأعضاء في الاتحاد الأوروبي ،أيسلندا ،كندا ، ليختنشتاين ، ميكرونيزيا ، موناكو ، نيوزيلندا ، النرويج ، جمهورية كوريا ، سان مارينو ، مقدونيا الشمالية ، سنغافورة ، الولايات المتحدة الأمريكية ، تايوان (الصين) ، أوكرانيا ، الجبل الأسود ، سويسرا ، اليابان.
و في 24 يوليو، أضافت الحكومة قائمة بالدول والأقاليم المعادية لروسيا. فأصبحت القائمة تشمل جزيرتيغيرنزي ومان، اللتين أيدتا العقوبات التي فرضتها المملكة المتحدة على روسيا والمواطنين والشركات الروسية، وكذلك جزر الباهاما، التي فرضت حظرًا على أي معاملات مع بنك روسيا ووزارة المالية الروسية والعديد من منظمات الائتمان في روسيا الأتحادية.
أما في 29 أكتوبر، وسعت الحكومة القائمة. فشملت 11 إقليما بريطانيا من الذين أيدوا العقوبات التي فرضتها بريطانيا على روسيا. و من تلك الأقاليم برمودا، وإقليم أنتاركتيكا البريطاني، وإقليم المحيط الهندي البريطاني، وجزر كايمان، وجزر فوكلاند، ومونتسيرات، وجزر بيتكيرن، وسانت هيلانة، وأسنسيون، وتريستان دا كونها، وجورجيا الجنوبية، وساندويتش الجنوبية، وأكروتيري ،وديكيليا ،وتركس ،وكايكوس.
و في 16 مارس 2023، صرح فلاديمير بوتين رئيس روسيا الأتحادية أن تعريف «الدول المعادية» لا يعكس الحقائق الموضوعية، فهو يرى أن النخب أو الحكام في عدد معين من الدول المعادية ، ومعظم سكان هذه الدول يتعاطفون مع روسيا.
وجدير بالذكر أنه منذ 1 يوليو 2023، أدرجت روسيا أيضًا الدول المعادية في القائمة السوداء للشركات الخارجية.

## سم. أيضًا
- قائمة بحالات طرد الدبلوماسيين الروس وحالات طرد الدبلوماسيين الأجانب من روسيا
- الدول الراعية للإرهاب (قائمة الولايات المتحدة)
- الدول المارقة
- " محور الشر "

## ملحوظات
1. ↑  включая коронные владения Британской короны и Британские заморские территории
2. ↑  Австрия، Бельгия، Болгария، Венгрия، Германия، Греция، Дания، Ирландия، Испания، Италия، Республика Кипр، Латвия، Литва، Люксембург، Мальта، Нидерланды، Польша، Португалия، Румыния، Словакия، Словения، Финляндия، Франция، Хорватия، Чехия، Швеция، إستونيا
3. ↑  включая Американские Виргинские острова